# Bury (Oise)
Bury és un municipi francès, situat al departament de l'Oise i a la regió dels Alts de França. L'any 2007 tenia 2.982 habitants.

## Demografia

### Població
El 2007 la població de fet de Bury era de 2.982 persones. Hi havia 1.132 famílies de les quals 260 eren unipersonals (120 homes vivint sols i 140 dones vivint soles), 336 parelles sense fills, 436 parelles amb fills i 100 famílies monoparentals amb fills.
La població ha evolucionat segons el següent gràfic:
Habitants censats

### Habitatges
El 2007 hi havia 1.246 habitatges, 1.165 eren l'habitatge principal de la família, 35 eren segones residències i 46 estaven desocupats. 1.065 eren cases i 132 eren apartaments. Dels 1.165 habitatges principals, 916 estaven ocupats pels seus propietaris, 224 estaven llogats i ocupats pels llogaters i 25 estaven cedits a títol gratuït; 39 tenien una cambra, 56 en tenien dues, 224 en tenien tres, 356 en tenien quatre i 490 en tenien cinc o més. 743 habitatges disposaven pel capbaix d'una plaça de pàrquing. A 457 habitatges hi havia un automòbil i a 560 n'hi havia dos o més.

### Piràmide de població
La piràmide de població per edats i sexe el 2009 era:
| Homes | Edats   | Dones |
| ----- | ------- | ----- |
| 0     | 95 o +  | 0     |
| 0     | 90 a 94 | 0     |
| 12    | 85 a 89 | 8     |
| 12    | 80 a 84 | 8     |
| 24    | 75 a 79 | 52    |
| 36    | 70 a 74 | 60    |
| 52    | 65 a 69 | 52    |
| 76    | 60 a 64 | 64    |
| 72    | 55 a 59 | 52    |
| 88    | 50 a 54 | 84    |
| 140   | 45 a 49 | 112   |
| 148   | 40 a 44 | 136   |
| 124   | 35 a 39 | 128   |
| 108   | 30 a 34 | 128   |
| 88    | 25 a 29 | 76    |
| 68    | 20 a 24 | 68    |
| 68    | 15 a 19 | 112   |
| 136   | 10 a 14 | 64    |
| 116   | 5 a 9   | 100   |
| 88    | 0 a 4   | 80    |

## Economia
El 2007 la població en edat de treballar era de 2.015 persones, 1.522 eren actives i 493 eren inactives. De les 1.522 persones actives 1.362 estaven ocupades (712 homes i 650 dones) i 160 estaven aturades (81 homes i 79 dones). De les 493 persones inactives 153 estaven jubilades, 157 estaven estudiant i 183 estaven classificades com a «altres inactius».

### Ingressos
El 2009 a Bury hi havia 1.163 unitats fiscals que integraven 3.008 persones, la mediana anual d'ingressos fiscals per persona era de 18.586 €.

### Activitats econòmiques
Dels 57 establiments que hi havia el 2007, 1 era d'una empresa extractiva, 2 d'empreses alimentàries, 2 d'empreses de fabricació de material elèctric, 5 d'empreses de fabricació d'altres productes industrials, 9 d'empreses de construcció, 15 d'empreses de comerç i reparació d'automòbils, 6 d'empreses de transport, 1 d'una empresa d'hostatgeria i restauració, 1 d'una empresa immobiliària, 6 d'empreses de serveis, 5 d'entitats de l'administració pública i 4 d'empreses classificades com a «altres activitats de serveis».
Dels 18 establiments de servei als particulars que hi havia el 2009, 1 era una oficina de correu, 6 tallers de reparació d'automòbils i de material agrícola, 1 autoescola, 2 paletes, 2 guixaires pintors, 1 fusteria, 2 lampisteries, 1 electricista i 2 perruqueries.
Dels 4 establiments comercials que hi havia el 2009, 1 era un supermercat, 1 una botiga de més de 120 m² i 2 fleques.
L'any 2000 a Bury hi havia 8 explotacions agrícoles que ocupaven un total de 704 hectàrees.

## Equipaments sanitaris i escolars
L'únic equipament sanitari que hi havia el 2009 era una farmàcia.
El 2009 hi havia 2 escoles maternals, 1 escola maternal integrada dins d'un grup escolar amb les comunes properes formant una escola dispersa, 2 escoles elementals i 1 escola elemental integrada dins d'un grup escolar amb les comunes properes formant una escola dispersa.

## Poblacions més properes
El següent diagrama mostra les poblacions més properes.